# 16239 Довер
16239 Довер  (16239 Dower) — астероїд головного поясу, відкритий 7 квітня 2000 року.
Тіссеранів параметр щодо Юпітера — 3,402.